# Marysville (Washington)
Marysville ist eine Stadt im Snohomish County im US-amerikanischen Bundesstaat Washington und Teil der Metropolregion Seattle. Die Stadt liegt circa 56 km nördlich von Seattle an der Nordseite des Flussdeltas des Snohomish River. Mit einer Bevölkerung von 70.714 Einwohnern im Jahr 2020 ist Marysville die zweitgrößte Stadt im Snohomish County und gehört zu den größten Städten im US-Bundesstaat Washington.

## Geschichte
Im Jahr 1872 wurde von James P. Comeford, einem irischen Einwanderer, ein Handelsposten im Tulalip Indianerreservat gegründet. Comeford war von der Regierung vorher offiziell beauftragt worden, als Indian Agent mit der indigenen Bevölkerung der Region Handelsbeziehungen aufzubauen. Das Indianerreservat, das sich westlich des heutigen Stadtgebiets von Marysville befindet, wurde durch den Vertrag von Point Elliott im Jahr 1855 gegründet. Im Jahr 1874 kaufte Comeford für 450 Dollar 518 Hektar Land östlich des Tulalip-Reservates. Verkäufer des Landes waren Truman Ireland, John Stafford, Louis Thomas und William Renton. Die nächsten drei Jahre verbrachte Comeford damit, das Land weiter abzuholzen und Pläne für die Errichtung eines neuen Handelspostens zu machen. Im Jahr 1878 wurde auf Bestreben von Comeford hier ein Postamt gegründet, ein Jahr später wurde ein Schuldistrikt etabliert, obwohl es hier noch keine Kinder gab. Bis zum Jahr 1883 waren James P. Comeford und seine Frau Maria die einzigen Einwohner. Unter den ersten neuen Siedlern, die im Jahr 1883 ankamen, waren James Johnson und Thomas Lloyd aus Marysville in Kalifornien. Zu dieser Zeit einigte man sich darauf, die neu gegründete Stadt ebenfalls Marysville zu nennen. Andere Quellen sagen aus, dass die Namensgebung aufgrund des Vornamens von Comefords Ehefrau Maria erfolgte. Im Jahr 1891 hatte die Stadt bereits 400 Einwohner und es erfolgte die offizielle Stadtgründung mit Bildung einer Gebietskörperschaft.
In den Anfangsjahren von Marysville war die Wirtschaft der Stadt stark durch die Holz- und Landwirtschaft geprägt. Auf den gerodeten Flächen wurden später zu einem großen Teil Erdbeeren angebaut, weshalb die Stadt in den 1920er Jahren den Spitznamen The Strawberry City erhielt.
Bis zum Ende des Zweiten Weltkrieges stieg die Bevölkerungszahl von Marysville auf circa 2000 Einwohner an. In den 1950er Jahren wurde damit begonnen, umliegende Gebiete außerhalb der Stadtgrenzen einzugemeinden. In der Zeit von 1950 bis 1980 verdoppelte sich die Bevölkerungszahl der Stadt und wuchs auf über 5000 Einwohner. Das Bevölkerungswachstum der Stadt beschleunigte sich jedoch durch den weiteren Zuzug von Einwohnern und weiteren Eingemeindungen sehr stark. Im Jahr 2010 wurde eine Einwohnerzahl von über 60.000 erreicht. Marysville ist damit die zweitgrößte Stadt im Snohomish County und gehört zu den größten Städten im Bundesstaat Washington.
| Bevölkerungsentwicklung | 1890 | 1900     | 1910    | 1920   | 1930   | 1940    | 1950    | 1960    | 1970    | 1980    | 1990     | 2000     | 2010     | 2020    |
| ----------------------- | ---- | -------- | ------- | ------ | ------ | ------- | ------- | ------- | ------- | ------- | -------- | -------- | -------- | ------- |
| Einwohnerzahl           | 262  | 728      | 1239    | 1244   | 1354   | 1748    | 2259    | 3117    | 4343    | 5080    | 10.328   | 25.315   | 60.020   | 70.714  |
| Veränderung             | –    | +177,9 % | +70,2 % | +0,4 % | +8,8 % | +29,1 % | +29,2 % | +38,0 % | +39,3 % | +17,0 % | +103,3 % | +145,1 % | +137,1 % | +17,8 % |

## Geographie
Die Stadt Marysville, mit einer Gesamtfläche von 54,2 km², liegt zwischen dem Interstate Highway 5 im Westen und der State Route 9 im Osten. Im Norden grenzt Marysville an das Gebiet der Stadt Arlington und den Arlington Municipal Airport an. Am südlichen Rand der Stadt verläuft der Ebey Slough, ein Nebenarm des Flussdeltas des Snohomish River.
Die Skyline von Marysville wird vom Mount Pilchuck, ein 1629 Meter hoher Berg der Kaskadenkette dominiert. Er liegt in 28 km Entfernung östlich der Stadt Marysville. Die Umrisse des Bergs sind in stilisierter Form Bestandteil des Stadtwappens.
Die Topografie der Stadt variiert von der tief liegenden Innenstadt am Ufer des Ebey Slough mit nur 1,5 Meter Höhe über dem Meeresspiegel, bis zu Gebieten im östlichen Teil der Stadt mit einer Höhe bis zu 142 Meter über dem Meeresspiegel.

## Freizeiteinrichtungen
Die Red Curtain Foundation for the Arts wurde im Jahr 2009 in Marysville gegründet. Die Non-Profit-Organisation bietet Kunst-, Musik- und Theaterkurse an und inszeniert auch Theateraufführungen  und Konzerte. Im Jahr 2015 bezog die Red Curtain Foundation for the Arts einen neuen Standort im Zentrum von Marysville.
In Marysville gibt es eine Niederlassung der Sno-Isle Libraries, einem Bibliotheksverbund der öffentliche Bibliotheken im Snohomish County und im Island County betreibt.
Die Stadt Marysville unterhält 35 öffentliche Parks und Freizeiteinrichtungen mit einer Gesamtfläche circa 2 km². Die bekanntesten Parks sind der Comeford Park, der Jennings Memorial Park und der Ebey Waterfront Park.
Jährlich in der dritten Juniwoche findet in Marysville das einwöchige Strawberry Festival mit vielen Besuchern statt.
Östlich der Stadt Marysville verläuft der Centennial Trail, ein 47 km langer der Wander- und Radweg, der in Nord-Süd-Richtung durch Snohomish County verläuft.

## Verkehr
Marysville liegt an der Ostseite der Interstate 5 (I-5), die die Stadt mit Vancouver, British Columbia im Norden und Seattle im Süden verbindet. Die Autobahn hat vier Ausfahrten, die Marysville bedienen. Parallel zur (I-5) verläuft im Osten des Stadtgebietes die State Route 9.
Öffentliche Verkehrsmittel im Snohomish County werden von der Verkehrsgesellschaft Community Transit bereitgestellt, die in Marysville sechs Buslinien betreibt. Es werden sowohl innerstädtische Linien, als auch Verbindungen nach Seattle angeboten. Die Firma Boeing betreibt außerdem zwei Werkslinien, die durch Marysville verlaufen und von Arbeitern des Boeing-Werks Everett genutzt werden. Durch Marysville verläuft zwar eine Eisenbahn, jedoch gibt es keine Haltepunkte in der Stadt. Der nächstgelegene Passagierbahnhof befindet sich in Everett, dort besteht auch Anschluss an das Greyhound Bus Netzwerk.
Die nächstgelegenen Flughäfen sind der Arlington Municipal Airport im Norden in unmittelbarer Nachbarschaft und im Süden der Seattle-Tacoma International Airport, der circa 70 km entfernt liegt.

## Söhne und Töchter der Stadt
- Jack Metcalf (1927–2007), US-amerikanischer Politiker und Abgeordneter im US-Repräsentantenhaus
- Haley Nemra (* 1989), Leichtathletin, die international für die Marshallinseln startet.
- Trina Davis (* 2001), fidschianische Fußballspielerin